# Селетар (аэропорт)
Международный аэропорт «Селетар» (ИАТА: XSP, ИКАО: WSSL) (кит. упр. 实里达机场, пиньинь shílǐdá jīchǎng; там. செலட்டர் வான்முகம்) был первым международным аэропортом Сингапура. Построен в 1928 году под названием RAF Seletar (рус. КВС Селетар).
Расположен в Селетаре в северо-западной области главного острова, и управляется Группой аэропорта «Чанги» (англ. Changi Airport Group). Был план по удлинению взлётно-посадочной полосы до 2000 метров, чтобы аэропорт смог принимать самолёты Боинг 737, используемые многими бюджетными авиаперевозчиками. Тем не менее, после рассмотрения правительством Сингапура и Управлением гражданской авиацией Сингапура (англ. Civil Aviation Authority of Singapore), было принято решение о строительстве бюджетного терминала в международном аэропорту «Чанги».